# 白纹牛羚国家公园
白纹牛羚国家公园是南非一座物种特有国家公园。1931年为保护白纹牛羚而建立，是南非白纹牛羚最后的栖息地。它是南非20座国家公园中最小的一座，占地面积为27.86km²，公园是世界遗产弗洛勒尔角的一部分。
公园位于斯韦伦丹南部6公里处的兰格山山麓。南部边界为布里德河。

## 白纹牛羚
白纹牛羚稀有，是羚羊的显著标志。它们在世界自然保护联盟濒危物种红色名录国际贸易附录II中被列为脆弱物种。它们是弗洛勒尔角的地方性物种，曾大量地在该区漫游。欧洲的殖民和猎杀使这一物种在20世纪早期濒临灭绝。剩余的群体被保护在私人农田里。1931年，17头白纹牛羚被转置到第一个白纹牛羚国家公园。20世纪60年代，几近半数因蠕虫感染、缺铜症和相关症状而死去。1961年，61头幸存的白纹牛羚被转置到新近的白纹牛羚国家公园。全球2,500-3,000头白纹牛羚都由这61头繁殖衍生。
然而，公园内仅有200头，这是公园面积在不对植物造成严重损害的情况下，可容纳的最大数量。多年以来，为寻求适当的栖息地，公园剩余的白纹牛羚都会被转置到其他自然保护区和私营业主。

## 公园里的其他物种
公园保护的包括濒危的地带性植被丰博斯草原类属和沿海的瑞诺斯特维尔德，它也是现存最大的瑞诺斯特维尔德岛，包含了世界其他地方未发现的数个植物物种。公园总共有接近500种稻科植物和其他植物种类。
公园的其他本地种包括非洲小爪水獭、斯坦利的大鸨、蛇鹫和南非当地鸟类蓝鹤。这里还可发现短角羚、黑耳石羚、麂羚、赤狷羚、海角山斑马。鸟类达到200余种。

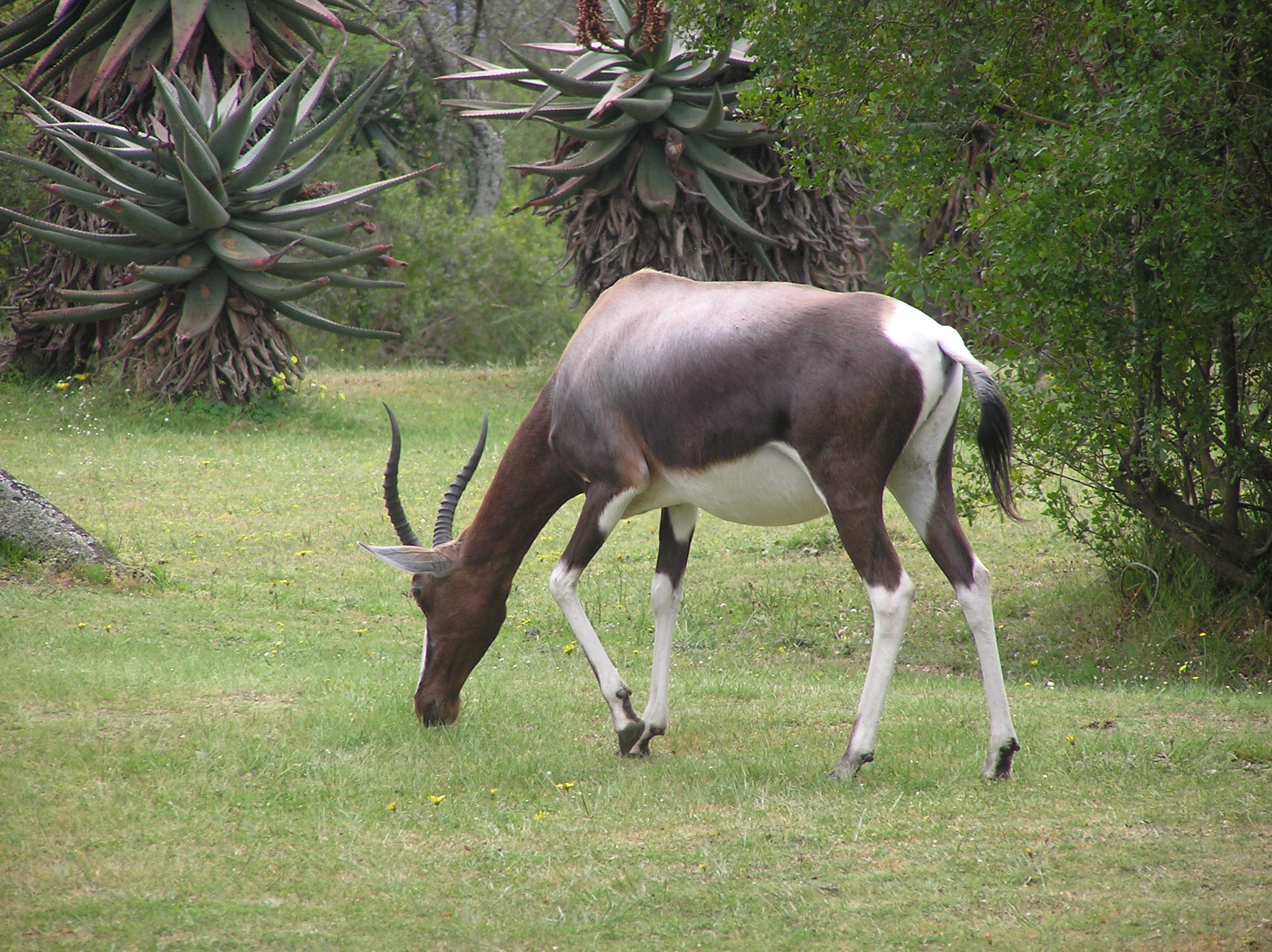
白纹牛羚
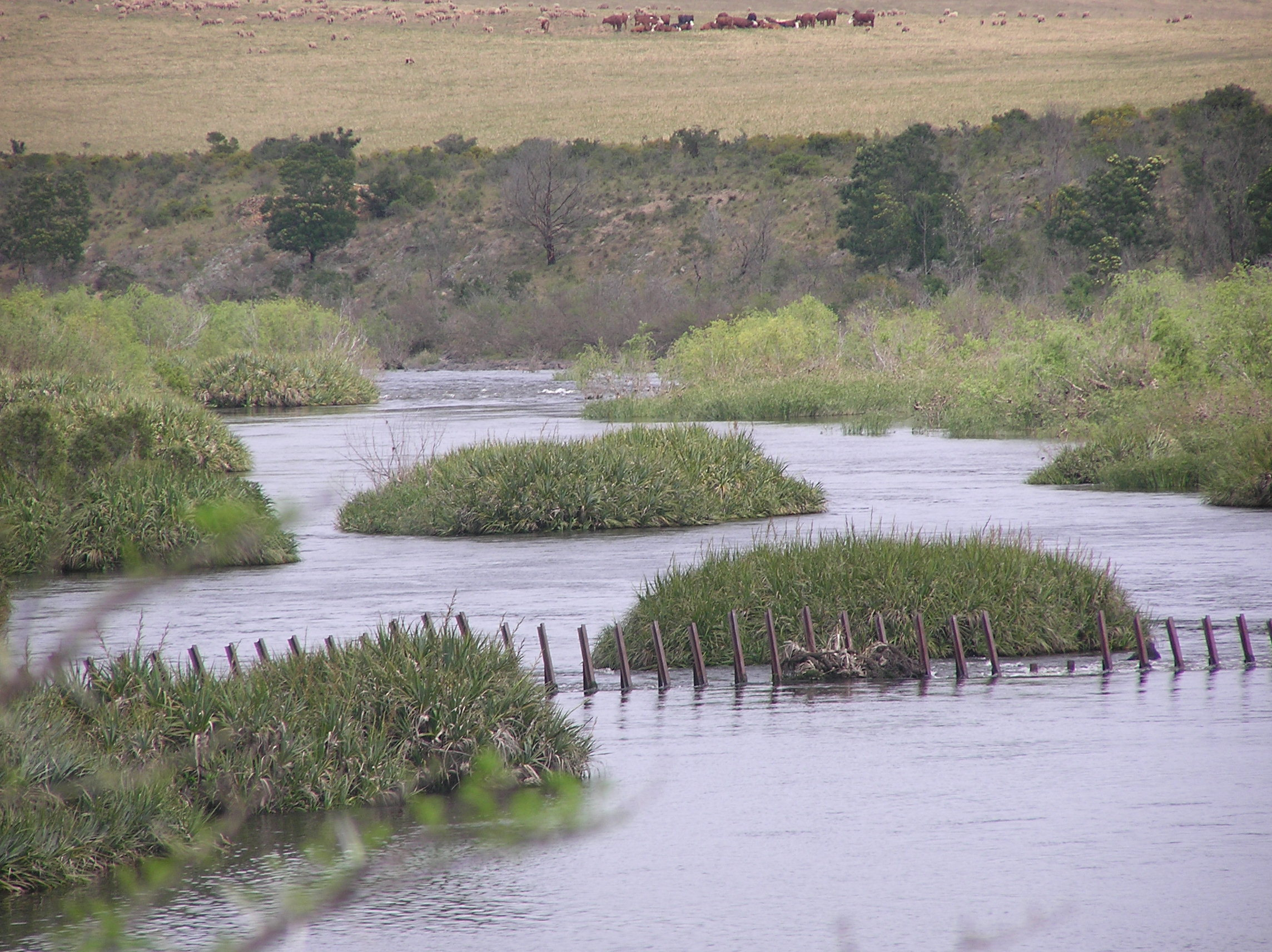
公园内的布里德河
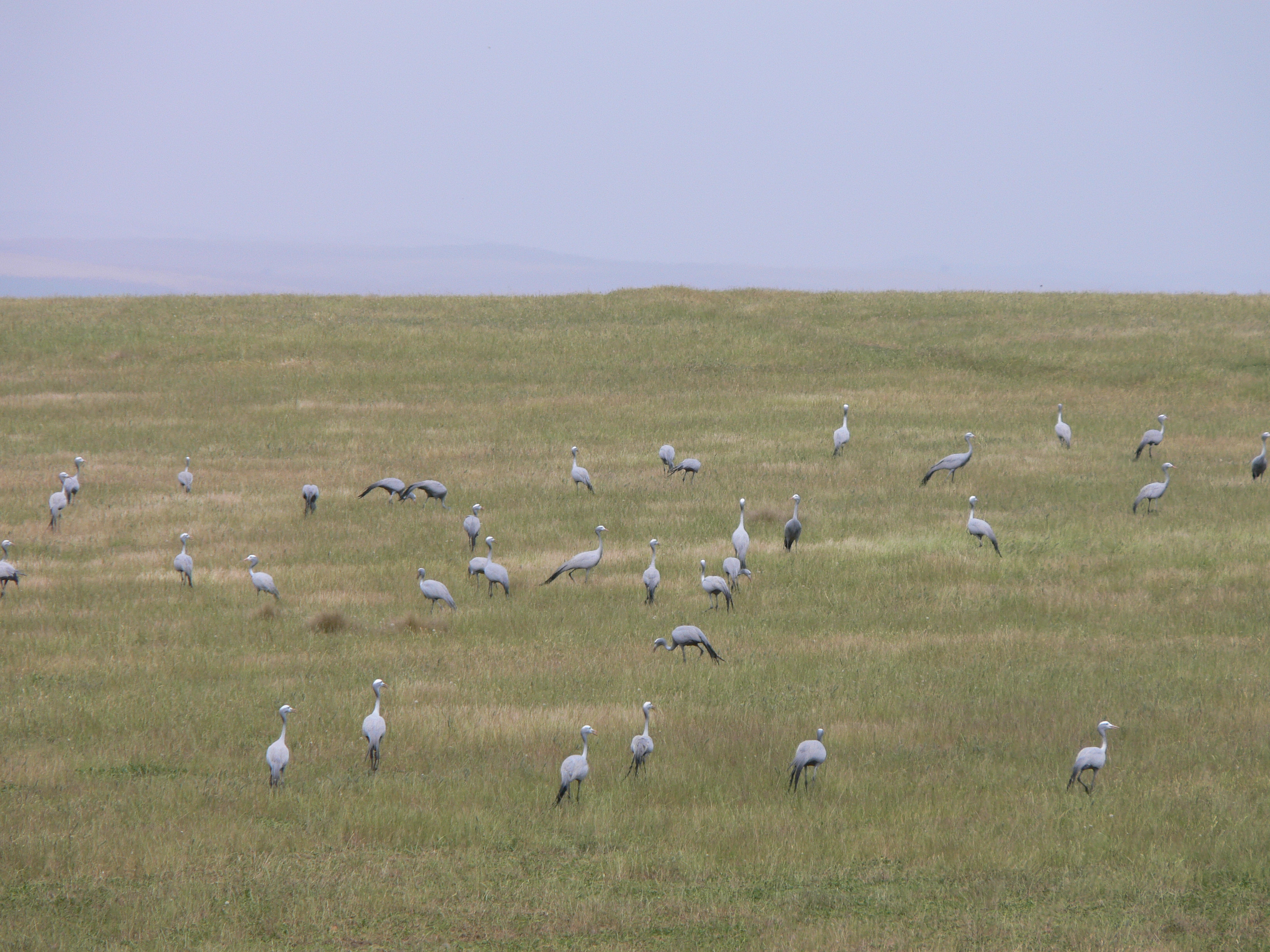
蓝鹤
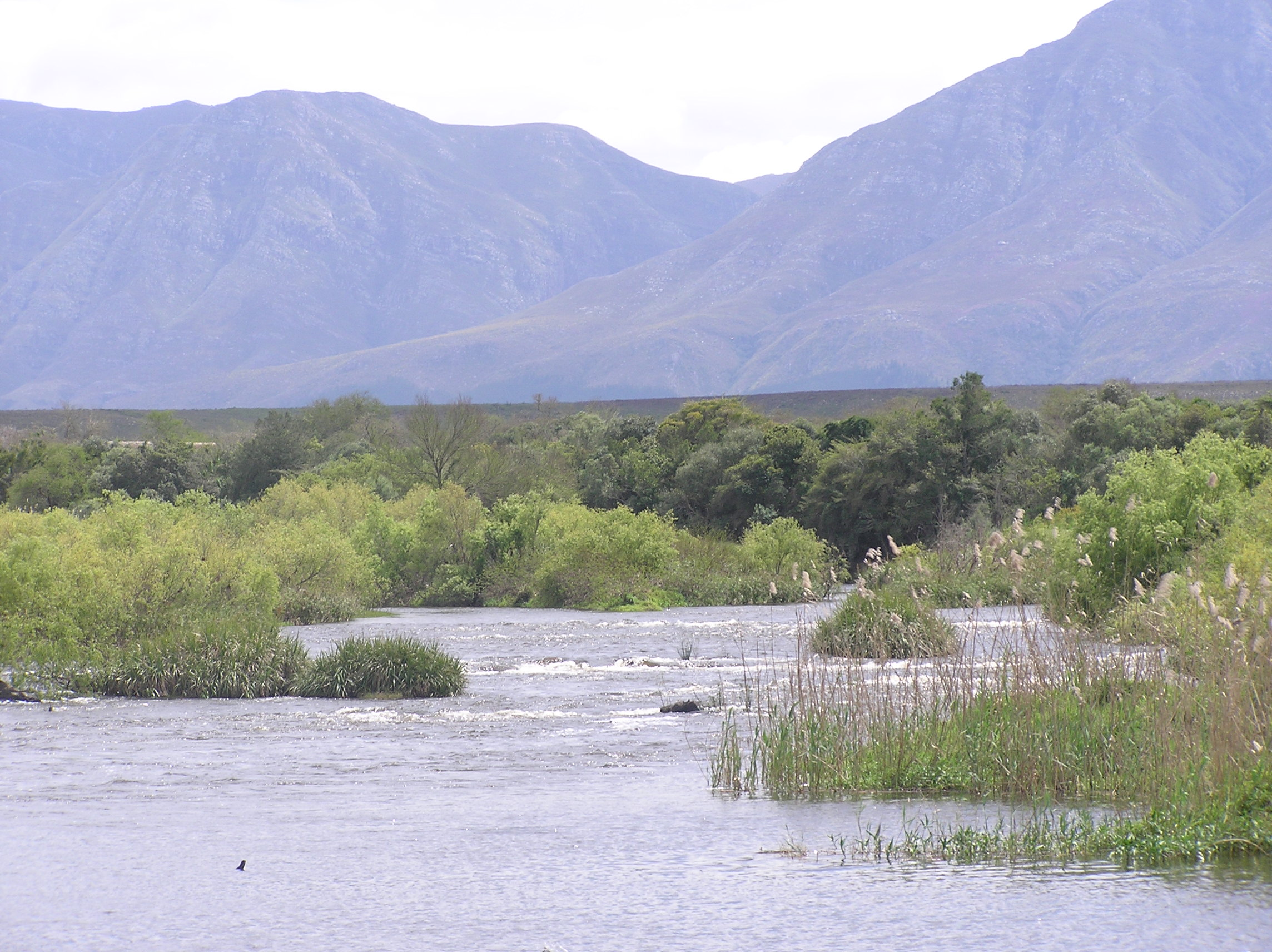
布里德河，不远处为兰格山。

## 拓展链接
- South African National Parks (official site) （页面存档备份，存于）